# Abdirashid Ali Shermarke
Abdirashid Ali Shermarke (somalí: Cabdirashiid Cali Sharmaarke, árabe: عبد الرشيد علي شارماركي) (16 de octubre de 1919-15 de octubre de 1969) fue primer ministro de Somalia desde el 12 de julio de 1960 hasta el 14 de junio de 1964, y presidente de Somalia desde el 10 de junio de 1967 hasta su asesinato el 15 de octubre de 1969. Fue el padre del primer ministro somalí Omar Abdirashid Ali Sharmarke.

## Primeros años
Nació en 1919 en la ciudad de Harardhere en la región centro-norte de Mudug, Somalía. Su familia es perteneciente del clan Majeerteen.
Fue criado en Mogadiscio, Shermarke asistió a madrazas y completó su educación primaria en 1936. Luego se embarcó en su carrera como comerciante y más tarde como funcionario en la administración colonial italiana.
En 1943, el año de su inauguración, Shermarke se unió al partido político recién creado Liga de la Juventud somalí. Ingresó al servicio civil de la administración británica el año siguiente.
Mientras era todavía un funcionario, Shermarke completó su educación secundaria en 1953. Obtuvo una beca para estudiar en la Universidad de Roma La Sapienza, donde obtuvo un doctorado en ciencia política. En 1960, nacio su hijo Omar Abdirashid Ali Sharmarke quién sería el futuro primer ministro somalí en el gobierno federal de transición.

## Carrera política
Después de regresar de sus estudios en el extranjero en Italia en 1959, Shermarke fue elegido a la Asamblea Legislativa.
Cuándo Somalia obtuvo su independencia el 1 de julio de 1960, fue nombrado por el entonces presidente Aden Abdullah Osman Daar como primer ministro. Entre sus deberes como primer ministro, fue realizar varios viajes en el extranjero en búsqueda de una política no-alineada y de corte neutral ante la Guerra Fría. Permaneció como primer ministro hasta marzo de 1964, cuándo se celebraron las primeras elecciones generales y fue reelegido como miembro del parlamento.
En las elecciones presidenciales de 1967, Shermarke derrotó a Daar, para ejercer como el segundo presidente de Somalia. Juró su cargo el 10 de junio de 1967.

## Asesinato
En 1968, Shermarke se salvó por poco de un intento de asesinato. Una granada explotó cerca del vehículo que lo transportaba de regreso al aeropuerto, pero no logró matarlo.
El 15 de octubre de 1969, mientras pagaba una visita oficial a la ciudad norteña de Las Anod, Shermarke fue baleado a muerte por sus propios guardaespaldas. El guardia que custodiaba la entrada de la casa de huéspedes que residía el mandatario, abrió fuego con un rifle automático a quemarropa, matando a Shermarke de manera instantánea. Los observadores sugirieron que los motivos del magnicidio se debió a razones políticas.
Tras su muerte, ocurrió un inmediato golpe de Estado militar el 21 de octubre de 1969 (el día después de su funeral), en que el Ejército somalí tomó el poder sin resistencia opositora alguna — esencialmente una toma sin sangre. El golpe fue encabezado por el mayor general Muhammad Siad Barre, quien en ese momento era el comandante del ejército.